# Monards Bilch
Monards Bilch (Graphiurus monardi) ist ein Nagetier in der Familie der Bilche, das im südlichen Afrika vorkommt. Die Population wurde zeitweilig als Unterart des Großen Afrikanischen Bilchs geführt. Aufgrund deutlicher Unterschiede im Schädelbau ist Monards Bilch seit den 1950er Jahren als Art anerkannt.

## Merkmale
Mit einer Kopf-Rumpf-Länge von etwa 160 mm und einer Schwanzlänge von zirka 130 mm ist die Art ein großer Bilch. Die Länge der Hinterfüße beträgt etwa 22 mm und die Ohren sind zirka 16 mm lang. Gewichtsangaben fehlen. In das lange gelbbraune Fell der Oberseite sind vereinzelte dunkelbraune Haare eingemischt. Diese treten auf der Rückenmitte am häufigsten auf, womit dieser Bereich am dunkelsten ist. Es gibt eine deutliche Grenze zur cremefarbenen Unterseite, die graue Schattierungen haben kann. Der Kopf ist durch eine dunkle Maske um die großen Augen, durch braune abgerundete Ohren, durch helle Flecken hinter den Ohren und durch cremefarbene Wangen gekennzeichnet. Andere Bereiche des Kopfes sind wie die Oberseite gelbbraun. Auf dem Schwanz werden die Haare zur Spitze hin länger und heller. Er ist im vorderen Bereich oberseits gelbbraun und unterseits etwas heller. Weibchen besitzen zwei Zitzen auf der Brust, zwei auf dem Bauch und vier im Leistenbereich.

## Verbreitung
Monards Bilch hat mehrere disjunkte Populationen im Grenzbereich Angolas, der Demokratischen Republik Kongo und Sambia. Die Art hält sich vorwiegend in feuchten Savannen auf. Sie wird gelegentlich in der trockenen Waldsavanne Miombo registriert.

## Lebensweise
Zum Verhalten dieses Bilchs ist fast nichts bekannt. Da ein Exemplar auf einem Ast gesichtet wurde, wird angenommen, dass sie baumbewohnend ist.

## Bedrohung
Es fehlen Angaben, wie sich Waldrodungen und die Anlage von Landwirtschaftsflächen in der Region auf den Bestand auswirken. Bisher wurden nur wenige Individuen dokumentiert. Die Art wird von der IUCN mit „ungenügende Datenlage“ (data deficient) gelistet.